# Squamidium nigricans
Squamidium nigricans är en bladmossart som beskrevs av Brotherus 1906. Squamidium nigricans ingår i släktet Squamidium och familjen Meteoriaceae. Inga underarter finns listade i Catalogue of Life.